# Ernst Ludwig Grubitz
Ernst Ludwig Grubitz (* 16. Dezember 1876 in Coppenbrügge; † 1. August 1936 in Hildesheim) war ein deutscher Verwaltungsjurist.

## Leben
Grubitz war ein Sohn des Oberamtmanns Grubitz in Coppenbrügge. Er studierte zunächst an der Ruprecht-Karls-Universität Rechtswissenschaft. 1898 wurde er im Corps Vandalia Heidelberg recipiert. Als Inaktiver wechselte er an die Friedrich-Wilhelms-Universität zu Berlin. 1901 bestand er am Oberlandesgericht Celle das Referendarexamen. 1903 kam er als Regierungsreferendar nach Danzig. Regierungsassessor war er in Altena (1906), später in Seelow, Rotenburg an der Fulda und Marienwerder. 1914–1917 kämpfte er als Freiwilliger im Ersten Weltkrieg, zuletzt als Leutnant der Reserve im 1. Leib-Husaren-Regiment Nr. 1. 1917–1931 war er Landrat des Kreises Bremervörde. Der Landkreis Marienburg (Hannover) mit Sitz in Hildesheim berief ihn 1933 als Landrat. Er wurde keine 50 Jahre alt.